# Shinova
Shinova ist eine 2008 gegründete Alternative-Rock-Band aus Bérriz.

## Geschichte
Shinova wurde im Jahr 2008 durch den Sänger Gabriel de la Rosa und dem Bassisten Ander Cabello gegründet. Eine erste feste Besetzung der Band wurde mit den beiden Gitarristen Iñaki Elorza und Javier Martín und dem Schlagzeuger Eneko Urcelay gefunden, die sich Cabello und de la Rosa anschlossen. Mit der Zeit wechselte die Bandbesetzung, sodass neben den beiden Bandgründern de la Rosa und Cabello derzeit Daniel del Valle und Erlantz Prieto an den E-Gitarren und Joshua Froufe am Schlagzeug spielen.
Im Mai des Jahres 2009 erschien mit Latidos das Debütalbum, welches noch dem Melodic Metal zuzuordnen ist. Es wurde in den Estudios Santos de Ondarroa in der Provinz Bizkaia aufgenommen und in Madrid sowie in Buenos Aires gemastert. Das zweite vollwertige Album La Ceremonia de la Confusión wurde in den Sandman Studios in Madrid eingespielt und von Mika Jussila in den Finnvox Studios in Helsinki finalisiert.
Nachdem im Jahr 2014 mit Ana y el Artista Temerario das dritte Album über Maldita Records veröffentlicht worden war, erschien im Herbst des Jahres 2016 das Nachfolgealbum Volver über Warner Music Spain. Dieses stieg in den spanischen Albumcharts auf Platz 49 ein und hielt sich eine Woche lang dort auf.

## Diskografie
Alben
- 2009: Latidos (Album, DFX Records)
- 2011: La ceremonia de la confusión (Album, Selbstverlag)
- 2014: Ana y el artista temerario (Album, Maldita Records)
- 2016: Volver (Album, Warner Music Spain)
- 2018: Cartas de navegación (Album, Warner Music Spain)
- 2021: La buena suerte
- 2024: El presente

Singles (Auswahl)
- 2021: La sonrisa intacta (ES: Platin)[5]
- 2021: Te debo una canción (ES: Gold)